# Tischeria ekebladoides
Tischeria ekebladoides is een vlinder uit de familie vlekmineermotten (Tischeriidae). De wetenschappelijke naam is voor het eerst geldig gepubliceerd in 2003 door Puplesis & Diskus.
De soort komt voor in Europa.